# Brote de soya

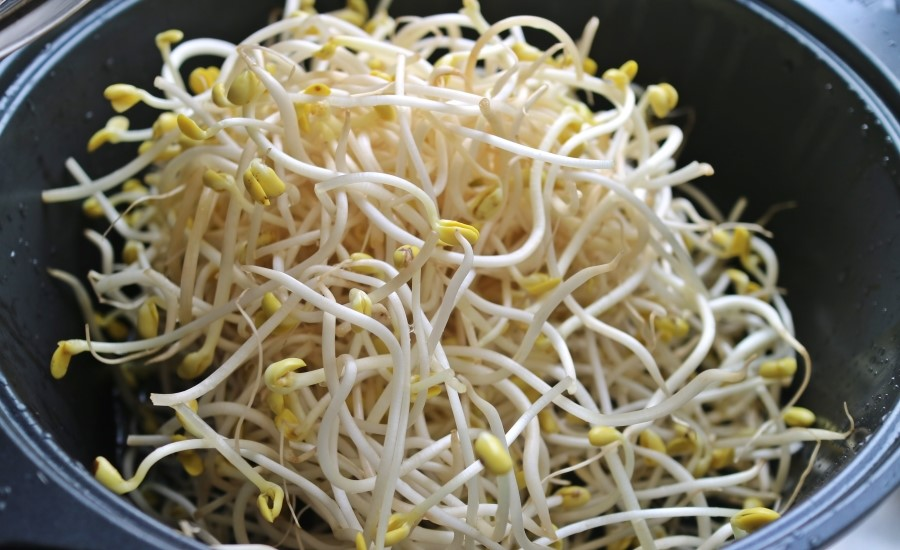
Brotes de soja

El brote de soja es la germinación de la soja (Glycine max).

## En la gastronomía de Corea
Después de retirar las raíces y la piel de las semillas, los brotes se cuecen, se escurren y se condimentan con aceite de sésamo, salsa de soja, cebolleta picada, semillas de sésamo, ajo y un toque de guindilla molida.
Los brotes de soja también son el ingrediente principal en el kongnamulbap (brotes sobre arroz), la kongnamulguk (sopa de brotes) y por supuesto el kongnamulgukbap (arroz en sopa de brotes).